# FALCON

Karte der SEA-ME-WE 4-Kabels

FALCON ist ein Seekabel eines Unterwasser-Glasfaser-Backbones, welches Indien mit mehreren Ländern im Persischen Golf verbindet. Betreiber ist die indische Firma Flag Telecom, eine 100-prozentige Tochter der Reliance Communications.
Die Landepunkte des Kabels sind:
- Sues, Ägypten
- Dschidda, Saudi-Arabien
- al-Hudaida, Jemen
- al-Ghaida, Jemen
- Sib, Oman
- al-Chasab, Oman
- Doha, Katar
- Manama, Bahrain
- Dammam, Saudi-Arabien
- Kuwait, Kuwait
- Mumbai, Indien

## Seekabel-Beschädigung am 1. Februar 2008
Das FALCON-Seekabel wurde am 1. Februar 2008 um 05:59h UTC beschädigt. Dies geschah 56 km vor Dubai in den Vereinigten Arabischen Emiraten in dem Segment zu Oman hin, just zwei Tage nach Wartungsarbeiten am FLAG- und dem SEA-ME-WE4-Kabel.
Berichte über den Ausfall wurden auch von Nachrichtenorganisationen wie CNN bestätigt.
Ein vor der Küste Dubais ankerndes Schiff soll für den Ausfall verantwortlich gewesen sein. Es wurde bei den Reparaturarbeiten ein fünf bis sechs Tonnen schwerer Anker gefunden. Das Kabel war ab dem 11. Februar 2008 wieder einsatzbereit.